# لوسي غريفيثس
لوسي غريفيثس (بالإنجليزية: Lucy Griffiths)‏ هي ممثلة إنجليزية ولدت في يوم 10 أكتوبر 1986 في مدينة برايتون في إنجلترا، مثلت في عدة مسلسلات وأفلام مثل مسلسل روبن هود في سنة 2006 بدور الأميرة ماريان ومثلت في مسلسل دم حقيقي بدور نورا غايسنبورو.

## الأعمال
- دم حقيقي
- قسطنطين

## روابط خارجية
- لوسي غريفيثس على موقع IMDb (الإنجليزية)
- لوسي غريفيثس على موقع ألو سيني (الفرنسية)
- لوسي غريفيثس على موقع أول موفي (الإنجليزية)
- لوسي غريفيثس على موقع قاعدة بيانات الأفلام السويدية (السويدية)
- لوسي غريفيثس على موقع قاعدة بيانات الفيلم (الإنجليزية)
- لوسي غريفيثس على موقع كينوبويسك (الروسية)